# Myon
En myon er en udelelig partikel, en elementarpartikel, som sammen med elektronen, tauonen og de tre neutrinoer hører til klassen lepton.

## Egenskaber
Myonen minder om den mere almindelige elektron, der findes i alle atomer, idet den ligeledes har en ladning på -1 e og har et spin på ½. Myonen er dog tungere og hører i standardmodellen til anden generation leptoner i modsætning til elektronen, der kun hører til første generation. Myonens tilsvarende neutrino er myonneutrinoen, og den tilsvarende antipartikel er antimyonen.

## I naturen
Myoner er ikke særligt hyppige i vores almindelige omgivelser. De findes dog som et typisk restprodukt når kosmiske stråler rammer jordens atmosfære. Modsat de kosmiske stråler, reagerer myonerne ikke så nemt med atmosfærens atomer og de kan nemt observeres ved jordoverfladen.